# Współczesna rodzina (sezon 5)
5 sezon serialu komediowego Współczesna rodzina jest oryginalnie emitowany w USA przez stację ABC, od 25 września 2013 roku do 21 maja 2014.

## Produkcja
10 maja 2013 roku ogłoszono, iż stacja ABC przedłuża serial o 5. sezon. W styczniu 2014 roku ogłoszono, że jeden z odcinków sezonu zostanie nakręcony w Australii.

### Obsada
- Ed O’Neill – Jay Pritchett
- Sofía Vergara – Gloria Delgado-Pritchett
- Julie Bowen – Claire Dunphy
- Ty Burrell – Phil Dunphy
- Jesse Tyler Ferguson – Mitchell Pritchett
- Eric Stonestreet – Cameron Tucker
- Sarah Hyland – Haley Dunphy
- Ariel Winter – Alex Dunphy
- Rico Rodriguez – Manny Delgado
- Nolan Gould – Luke Dunphy
- Aubrey Anderson-Emmons – Lily Tucker-Pritchett

Gościnnie w tym sezonie wystąpili:
- Andrew Daly jako dyrektor Brown
- Amy Yasbeck jako Lorraine
- Diane Farr jako Diane
- Peri Gilpin jako Jeannie
- Jordan Peele jako Derrick
- Jane Krakowski jako dr Donna Duncan
- Jesse Eisenberg jako Asher
- John Benjamin Hickey jako dr Clark
- John Heard jako Gunther Thorpe
- Aisha Tyler jako Wendy
- Patton Oswalt jako Ducky
- Fred Armisen jako Langham
- Stephen Merchant jako Leslie Higgins
- Rhys Darby jako Fergus
- Steve Hytner jako urzędnik

## Emisja w Polsce
Premiera 5 sezonu w Polsce, nastąpiła 20 marca 2014 roku na kanale HBO Comedy. Emisję zakończono na 12. odcinku sezonu, 16 kwietnia. Od 22 marca do 21 kwietnia, ponownie wyświetlono 12. pierwszych odcinków 5. sezonu.
Od 30 marca do 20 kwietnia 2014, stacja HBO 2 wyemitowała 12 pierwszych odcinków 5. sezonu.

## Odcinki
- Ed O’Neill, Sofía Vergara, Julie Bowen, Ty Burrell, Jesse Tyler Ferguson oraz Eric Stonestreet pojawiają się we wszystkich odcinkach tego sezonu.
- Sarah Hyland jest nieobecna przez 1 odcinek.
- Ariel Winter, Nolan Gould, Rico Rodriguez i Aubrey Anderson-Emmons są nieobecni przez 2 odcinki.

| № | #  | Tytuł                                           | Reżyseria            | Scenariusz                                            | Premiera             | Premiera         |
| --- | -- | ----------------------------------------------- | -------------------- | ----------------------------------------------------- | -------------------- | ---------------- |
| 97 | 1  | Nagle zeszłego lata Suddenly, Last Summer       | James Bagdonas       | Jeffrey Richman                                       | 25 września 2013     | 20 marca 2014    |
| W stanie Kalifornia zostaje uchwalone nowe prawo - homoseksualne osoby mogą wziąć ślub. Mitchell planuje oświadczyć się Cameronowi i prosi o pomoc Claire. Cameron również planuje oświadczyny, z pomocą Glorii. Claire i Phil próbują pozbyć się dzieci z domu, aby spędzić razem trochę czasu. Jay pomaga Manny'emu w pakowaniu się. Syn Glorii został zaproszony do rodziny w Kolumbii. |    |                                                 |                      |                                                       |                      |                  |
| 98 | 2  | Pierwsze dnia First Days                        | Steven Levitan       | Paul Corrigan, Brad Walsh                             | 25 września 2013     | 25 marca 2014    |
| Pierwszy dzień Luke'a i Manny'ego w liceum. Gloria i Phil nie mogą pogodzić się z faktem, że ich synowie dorastają. Oboje się pocieszają i występują w reklamie. Claire rozpoczyna pracę w firmie Jaya. Stara się zaprzyjaźnić z pracownikami, by nie patrzyli na nią jak na córkę szefa. Cameron dostaje posadę nauczyciela historii w szkole Alex. Szybko orientuje się jednak, że powinien uczyć wychowania fizycznego i zostaje trenerem szkolnej drużyny futbolowej. Mitchell musi zająć się Lily i zabiera ją do pracy. Prosi o pomoc Haley. |    |                                                 |                      |                                                       |                      |                  |
| 99 | 3  | Pogrzeb kota Larry's Wife                       | Jeffrey Walker       | Bill Wrubel                                           | 2 października 2013  | 26 marca 2014    |
| Cameron i Mitchell planują swój ślub. Lily martwi się o swojego kota, który nie wraca do domu od kilku dni. Cameron, przekonany o śmierci zwierzęcia, opowiada jej, iż kot znalazł sobie żonę i już nie wróci. Gloria martwi się, że nad Joem wisi klątwa jej rodziny. Phil zyskuje wiele nowych klientek, kiedy każdej z osobna okazuje przesadną życzliwość. |    |                                                 |                      |                                                       |                      |                  |
| 100 | 4  | Dziewczyna z farmy Farm Strong                  | Alisa Statman        | Elaine Ko                                             | 9 października 2013  | 27 marca 2014    |
| Zjawa się siostra Camerona, Pam. Mitchell i Cameron nie wiedzą jak powiedzieć jej o planowanym przez nich ślubie. Claire i Phil są wykończeni meczami Luke'a i postanawiają wysłać syna samego na jego kolejny mecz. Jay i Manny starają się przekonać Glorię, że powinna sprawić sobie okulary. Ona stanowczo odmawia. Phil niechcący niszczy ptasie gniazdo. Claire stara się zataić przed mężem fakt, że jednak poszła na mecz Luke'a. Gościnnie: Dana Powell |    |                                                 |                      |                                                       |                      |                  |
| 101 | 5  | Spóźnieni The Late Show                         | Beth McCarthy Miller | Abraham Higginbotham                                  | 16 października 2013 | 1 kwietnia 2014  |
| Jay rezerwuje miejsca dla całej rodziny w nowej restauracji, do której planował wybrać się od miesięcy. Jednak członkom rodziny ciężko jest się zorganizować. Gloria bardzo długo przygotowuje się do wyjścia, Claire panicznie boi się zostawić Luke'a samego w domu, a Cameron i Mitchell kłócą się, gdyż oboje założyli takie same garnitury. Alex zajmuje się Lily, a Haley spędza czas z Mannym i Joem. |    |                                                 |                      |                                                       |                      |                  |
| 102 | 6  | Pomoc domowa The Help                           | Jim Hensz            | Danny Zuker                                           | 23 października 2013 | 2 kwietnia 2014  |
| Ojciec Phila, Frank, zamieszkuje na jakiś czas z synem i jego rodziną. Claire sądzi, że teść potrzebuje terapeuty. Gloria nie może znaleźć odpowiedniej opiekunki dla Joego, gdyż Manny flirtuje z każdą z nich. Cameron i Mitchell proszą swojego przyjaciela, Peppera, o pomoc przy organizacji ślubu. Gloria zatrudnia Andy’ego, męskiego opiekuna. Nie podoba się to Jayowi i Manny'emu. Gościnnie: Fred Willard, Nathan Lane |    |                                                 |                      |                                                       |                      |                  |
| 103 | 7  | Niezapomniany jarmark A Fair to Remember        | Beth McCarthy-Miller | Emily Spivey                                          | 13 listopada 2013    | 3 kwietnia 2014  |
| Cała rodzina, z wyjątkiem Haley, wybiera się na szkolny jarmark. Claire i Phil obchodzą 20 rocznicę ślubu. Manny startuje w konkursie na najlepszy wypiek. Nie podoba się to Jayowi, a potem także Glorii. Alex i Luke rywalizują o przyjaźń jednej dziewczyny. Cameron martwi się, że nie sprawdza się w roli trenera. Jay zostaje jarmarkowym policjantem, wspólnie z mężczyzną, z którym kłócił się o miejsce parkingowe. Haley spędza czas przy basenie Jaya, gdzie pilnuje jej opiekun Joego, Andy. |    |                                                 |                      |                                                       |                      |                  |
| 104 | 8  | Konferencja branżowa ClosetCon '13              | Fred Savage          | Ben Karlin                                            | 20 listopada 2013    | 8 kwietnia 2014  |
| Claire i Jay wyjeżdżają służbowo. Claire podejrzewa ojca o romans. Dowiaduje się również, że ojciec wiele lat temu próbował rozdzielić ją i Phila. Cameron, Mitchell i Lily jadą do Missouri, gdzie Cameron dorastał. Zjawia się tam również babcia Camerona, która nie wie o homoseksualizmie wnuka. Phil odkrywa, co Jay chowa w tajemniczej szafie. Haley i Alex kłócą się o dostawcę pizzy. Gościnnie: Fred Willard, Celia Weston, Ann Guilbert |    |                                                 |                      |                                                       |                      |                  |
| 105 | 9  | Ważny mecz The Big Game                         | Beth McCarthy-Miller | Megan Ganz                                            | 4 grudnia 2013       | 9 kwietnia 2014  |
| Cam przygotowuje się do ważnego meczu. Jeżeli drużyna wygra, pobije dotychczasowy rekord w wygranych kolejno meczach. Phil nie radzi sobie w pracy. Haley spotyka się z Dylanem. Alex czuje się ignorowana przez rówieśników. Claire próbuje być samodzielna w pracy i prosi Jaya, by jej nie pomagał. Mitchell próbuje powiedzieć szefowi, że rezygnuje z pracy. Gloria daje Lily wskazówki odnośnie do postępowania z chłopakami. |    |                                                 |                      |                                                       |                      |                  |
| 106 | 10 | Stary człowiek i choinka The Old Man & the Tree | Bryan Cranston       | Paul Corrigan, Brad Walsh                             | 11 grudnia 2013      | 10 kwietnia 2014 |
| Jay zabiera Manny'ego do lasu, gdzie sami mają ściąć choinkę na Boże Narodzenie. W mieście zjawia się matka Glorii. Mitchell stara się znaleźć dla Lily jej wymarzony prezent. Gloria jest zazdrosna o więź między jej matką a Claire. Haley i Alex znajdują pracę jako pomocnice Mikołaja w supermarkecie. Luke dopinguje Phila w jego postanowieniu. |    |                                                 |                      |                                                       |                      |                  |
| 107 | 11 | Ktoś musi dorosnąć And One to Grow On           | Gail Mancuso         | Jeffrey Richman                                       | 8 stycznia 2014      | 15 kwietnia 2014 |
| Phil podstępem zaciąga Luke'a na naukę tańca. Jay i Gloria przygotowują przyjęcia urodzinowe dla Manny'ego i Joe. Martwią się również, że Manny stara się o dziewczyny, które nie są nim zainteresowane. Mitchell i Cameron mają problem z ustaleniem terminu ślubu. Claire boi się przyznać Alex, że nie chce z nią jeździć autem. |    |                                                 |                      |                                                       |                      |                  |
| 108 | 12 | Pod presją Under Pressure                       | James Bagdonas       | Elaine Ko                                             | 15 stycznia 2014     | 16 kwietnia 2014 |
| Alex idzie na spotkanie z terapeutą. Claire stara się zapamiętać wszystkie szczegóły dotyczące nauki Alex podczas dnia otwartego w jej liceum. Jay postanawia nauczyć Phila być trochę mniej zasadniczym. Gloria wdaje się w kłótnię z matką kolegi Manny'ego. Mitchell ma problem ze swoim nowym sąsiadem, który jest ekologiem. Gościnnie: Jesse Eisenberg, Jane Krakowski, John Benjamin Hickey |    |                                                 |                      |                                                       |                      |                  |
| 109 | 13 | Trzy obiady Three Dinners                       | Steven Levitan       | Abraham Higginbotham, Steven Levitan, Jeffrey Richman | 22 stycznia 2014     | 17 czerwca 2014  |
| Claire i Phil zabierają Haley na kolację, aby podyskutować o jej przyszłości. Jayowi nie podoba się pomysł wyjazdu jego przyjaciela, Shorty'ego, który chce zabrać żonę na kilka tygodni do Kostaryki. Mitchell i Cameron wybierają się na kolację, aby spędzić czas razem, zapominając na chwilę o ślubie i Lily. Odkrywają jednak, że nie mają o czym rozmawiać. Próbują również pomóc parze, która siedzi obok nich. |    |                                                 |                      |                                                       |                      |                  |
| 110 | 14 | Ja, szpieg iSpy                                 | Gail Mancuso         | Abraham Higginbotham                                  | 5 lutego 2014        | 18 czerwca 2014  |
| Kolega Mitchella powierza mu sekret i prosi go, by nie mówił Cameronowi, gdyż ten nie umie dotrzymywać tajemnic. Gloria jest wściekła, gdyż sądzi, że Jay śni o innej kobiecie. Claire nie ufa swoim dzieciom. Prosi Alex, aby śledziła Haley i dowiedziała się co robi. Natomiast Claire i Phil szpiegują Luke'a. |    |                                                 |                      |                                                       |                      |                  |
| 111 | 15 | Spór The Feud                                   | Ryan Case            | Christopher Lloyd, Dan O'Shannon                      | 26 lutego 2014       | 19 czerwca 2014  |
| Manny wstydzi się obecności Glorii na szkolnej wycieczce w muzeum. Alex i Haley walczą z oposem, który wszedł do pokoju Haley w piwnicy. Jay i Phil muszą stawić czoła swoim przeciwnikom. Chcą wykorzystać walkę zapaśniczą Luke'a do uratowania swojego męskiego honoru. Claire zaraża się od Lily wszami, tuż przed ważnym spotkaniem biznesowym. Gościnnie: Rob Riggle, John Heard |    |                                                 |                      |                                                       |                      |                  |
| 112 | 16 | Wieczorek taneczny Spring-a-Ding-Fling          | Gail Mancuso         | Ben Karlin                                            | 5 marca 2014         | 24 czerwca 2014  |
| Haley towarzyszy Philowi podczas bankietu. Cameron organizuje dyskotekę szkolną. Czuje się wykluczony, kiedy do szkoły powraca lubiany przez wszystkich nauczyciel hiszpańskiego. Mitchell znajduje nową pracę. Źle ocenia jednak sytuacje w firmie. Gloria i Jay opiekują się Lily i Joem. Podczas dyskoteki, Claire próbuje wyswatać Alex i Luke'a z ich sympatiami. |    |                                                 |                      |                                                       |                      |                  |
| 113 | 17 | Dzieci innych ludzi Other People's Children     | Jim Hensz            | Megan Ganz                                            | 12 marca 2014        | 25 czerwca 2014  |
| Jay postanawia nauczyć Luke'a stolarstwa. Gloria i Claire pomagają kupić Lily sukienkę na ślub jej ojców. Mitchell, Cameron, Manny i Alex idą do muzeum. Phil pomaga Andy'emu przy stworzeniu prezentu dla jego dziewczyny. |    |                                                 |                      |                                                       |                      |                  |
| 114 | 18 | Las Vegas                                       | Gail Mancuso         | Paul Corrigan, Brad Walsh, Bill Wrubel                | 26 marca 2014        | 26 czerwca 2014  |
| Jay, Gloria, Phil, Claire, Mitchell i Cameron lecą do Las Vegas. Jay nie może się pogodzić z tym, że dostali pokoje na przedostatnim piętrze. Claire stara się odzyskać przegrane niegdyś pieniądze i daje się wciągnąć hazardowi. Phil udaje się na sekretne spotkanie magików. Gloria stara się ukryć przed Jayem kobiecą wersję psa-lokaja. Mitchell korzysta z zabiegów relaksacyjnych. Cameron, w tajemnicy przed narzeczonym, bawi się na wieczorze kawalerskim byłego chłopaka Mitchella. Wspólnie łączone pokoje i wspólny lokaj prowadzą do serii zabawnych nieporozumień. Gościnnie: Patton Oswalt, Stephen Merchant, Fred Armisen                 |    |                                                 |                      |                                                       |                      |                  |
| 115 | 19 | Niedoceniona A Hard Jay's Night                 | Beth McCarthy-Miller | Megan Ganz, Ben Karlin                                | 2 kwietnia 2014      | 1 lipca 2014     |
| Jay zaprasza rodzinę na wieczór do swojego domu. Mitchell stara się ukryć fakt, że nie podoba mu się figurka, którą wykonał ojciec Camerona na tort weselny. Phil pomaga Glorii sprzedać mieszkanie, w którym mieszkała przed małżeństwem z Jayem. Odwiedzają również zakład fryzjerski, w którym Gloria pracowała. Luke namawia Manny'ego, aby wymknęli się na imprezę do ich koleżanki ze szkoły. Claire uważa, że Jay nie docenia jej wysiłku, który wkłada w swoją pracę. |    |                                                 |                      |                                                       |                      |                  |
| 116 | 20 | Australia                                       | Steven Levitan       | Elaine Ko, Danny Zuker                                | 23 kwietnia 2014     | 2 lipca 2014     |
| Cała rodzina leci do Australii, aby wypełnić życzenie matki Phila, która chciała, by syn odwiedził kraj, w którym został poczęty. Alex i Haley pomagają Lily znaleźć idealną pamiątkę, Jay i Claire poświęcają swój wolny czas na pracę, Manny i Luke obserwują kobiety na plaży, Mitchell i Cameron spotykają się z dawnym kolegą, który okazuje się być sławny w Australii, a Gloria zajmuje się Philem, któremu ciągle zdarzają się wypadki. |    |                                                 |                      |                                                       |                      |                  |
| 117 | 21 | Śpioch Sleeper                                  | Ryan Case            | Paul Corrigan, Brad Walsh, Bill Wrubel                | 30 kwietnia 2014     | 3 lipca 2014     |
| Claire ma pretensje do Camerona, że nie daje Lily nosić ubrań po Alex i Haley. Cameron ucieka się do podstępu, aby udowodnić Claire, że się myli. Phil kupuje starą płytę, przy której pierwszy raz kochał się z kobietą. Kiedy uświadamia sobie, że teoretycznie zdradza żonę, próbuje zatrzeć wszelkie ślady. Jay, w tajemnicy przed wszystkimi, chce zgłosić Stellę do konkursu dla psów. Haley i Luke idą do pralni, gdzie Haley spotyka byłego chłopaka. Alex diagnozuje u Phila nową chorobę, Mitchell czuje się niezauważany przez ojca, a Gloria chce wykonać portret rodzinny.                                                                      |    |                                                 |                      |                                                       |                      |                  |
| 118 | 22 | Wiadomość odebrana Message Received             | Jeffrey Walker       | Steven Levitan                                        | 7 maja 2014          | 8 lipca 2014     |
| Jay, Gloria i Manny stawiają sobie nawzajem wyzwania. Jay musi spróbować krwistej kiełbasy matki Glorii, Manny musi po raz pierwszy spróbować ogórka, a Gloria ma pogłaskać Stellę po brzuchu. Mitchell i Cameron decydują się sprzedać ważne dla siebie pamiątki, aby starczyło im pieniędzy na ślub, którego koszty przerosły ich oczekiwania. Alex, Haley i Luke żartują z rodziców, używając starej sekretarki Phila. On i Claire postanawiają dać im nauczkę. Mitchell kłóci się z Jayem odnośnie do ślubu. |    |                                                 |                      |                                                       |                      |                  |
| 119 | 23 | Wesele, cz. 1 The Wedding (Part 1)              | Steven Levitan       | Abraham Higginbotham, Ben Karlin, Jeffrey Richman     | 14 maja 2014         | 9 lipca 2014     |
| Dzień ślubu Camerona i Mitchella. Udzieli im go ich ciężarna przyjaciółka, Sal. Gloria zajmuje się fryzurą Barb, a Jay i Merle spędzają czas w klubie. Phil i Alex jadą odebrać prezent ślubny, ale utykają w kolejce. Haley odwozi Andy’ego na lotnisko. Łódka Luke'a i Claire psuje się na środku jeziora. Cameron nie może odebrać swojego garnituru. Tymczasem ślub zostaje przełożony na wcześniejszą godzinę. Tuż przed ceremonią, rodzice Camerona rozstają się, w obecności Jaya i Glorii. Ślub zostaje przerwany przez pożar lasu. Gościnnie: Barry Corbin, Celia Weston, Nathan Lane, Elizabeth Banks                                              |    |                                                 |                      |                                                       |                      |                  |
| 120 | 24 | Wesele, cz. 2 The Wedding (Part 2)              | Alisa Statman        | Megan Ganz, Christopher Lloyd, Dan O'Shannon          | 21 maja 2014         | 10 lipca 2014    |
| Strażacy dają Mitchellowi i Cameronowi czas na przyspieszony ślub. Zostaje jednak przerwany, kiedy Sal zaczyna rodzić, a pożar rozprzestrzenia się. Miejsce ślubu zostaje zmienione, a Phil ujawnia, że może udzielać ślubów. Jay i Gloria próbują ratować małżeństwo rodziców Camerona, zanim ten dowie się o wszystkim. Haley martwi się o Andy’ego, którego porzuciła dziewczyna. Tymczasem miejsce ceremonii zostaje przeniesione do ciasnego domu Mitchella i Camerona. Kiedy oboje chcą odwołać ślub, Jay, dotąd sceptyczny w stosunku do ślubu, znajduje odpowiednie rozwiązanie. Gościnnie: Barry Corbin, Celia Weston, Nathan Lane, Elizabeth Banks |    |                                                 |                      |                                                       |                      |                  |